# 羅文嘉
羅文嘉（1966年1月1日—），臺灣政治人物，桃園市新屋區客家人，國立臺灣大學政治系畢業。早年為陳水扁的文膽，現任海峽交流基金會副董事長兼秘書長，曾任立法委員、行政院客家委員會主任委員、民主進步黨秘書長。曾一度耕讀於桃園，培育稻米外，並擔任水牛出版社社長。

## 生平
羅文嘉，父親羅木純是名命理師，曾經預言自己兒子會做大官；羅文嘉於1981年考取國立臺灣師範大學附屬高級中學，並且於1985年考取國立臺灣大學政治學系國際關係組。大學期間，羅文嘉積極參與學生運動，除了曾經當選臺大學生代表外，更於1988年當選國立臺灣大學學生會第一屆會長。
1991年從中華民國國軍退伍後，羅文嘉擔任民主進步黨立法委員陳水扁的國會助理，曾參與各項社會及政治運動，包括「廢除刑法第100條」與「軍隊法治人權問題」，並於1993年出任陳水扁國會辦公室主任。1994年陳水扁當選臺北市市長後，羅文嘉擔任臺北市政府新聞處處長兼臺北市政府發言人，成為當時臺灣最年輕的政務官。
1995年，羅文嘉在台北市議會向議員李慶安承諾，一年內將臺北市政府新聞處所有的台北廣播電台改制公共電台，否則將該台三個頻道繳回。但因設立公共電台無法源，羅文嘉並未實現承諾，台北市議會於1996年中將該台新會計年度預算刪為僅剩新臺幣一元。1997年，因發生臺北市拔河斷臂事件，羅文嘉引咎辭去新聞處長一職。辭職後，羅文嘉以訪問學者身分前往美国史丹佛大學。
1998年陳水扁競選臺北市市長連任時，羅文嘉回國出任其競選總幹事；但陳水扁不敵中國國民黨參選人馬英九，未能連任。1999年陳水扁參選總統期間，羅文嘉出任民進黨文宣部主任。1999年6月，羅文嘉創辦「2020工作室」。1999年7月27日，兼任2020工作室負責人的羅文嘉發表交友網站《愛情城市》（Love City），蔡詩萍與吳淡如成為頭兩號市民。
2000年陳水扁當選後，羅文嘉擔任行政院文化建設委員會副主任委員。2001年，辭去文建會副主委一職，在台北市北區參選立法委員並當選。在擔任立法委員期間，分別獲得澄社調查及國會記者調查的「最優秀立委」的評鑑。
2004年，羅文嘉出任行政院客家委員會主任委員，全力推動客家電視台公共化與提升客家話使用比例。2005年3月，辭去客家委員會主委一職，並代表民進黨宣佈參選臺北縣縣長，選舉期間和段宜康一起提出「新民進黨運動」；但因民進黨臺北縣汐止市黨部主委蔡茂雄性侵少年案、高雄捷運泰勞抗暴事件、全國工人總工會理事長鄭素華走路工事件等疑似賄選等事件影響，於同年12月3日投票結果以19萬票之差敗給國民黨提名的周錫瑋。
2006年11月28日，羅文嘉在美國波士頓大學發表演說，表達對國務機要費案的看法，認為陳水扁並未貪污，但批評南線專案等抗辯為說法前後矛盾的「很糟糕」策略。羅文嘉因而飽受挺扁人士抨擊「忘恩負義」，民進黨扁系立法委員高志鵬批評「全世界的人都可對阿扁劃清界限，只有羅文嘉不行」，《美麗島新聞網》總主筆葉柏祥批評羅文嘉「以激進的口吻，罕見公開批評昔日提拔他的長官、也是他從政生涯以來的貴人……為了自己的政治前途，就痛罵昔日主子」，台灣獨立建國聯盟主席黃昭堂批評羅文嘉「不倫不類，丟臉！看到陳水扁總統現在比較衰，竟然做出這樣的批評，他沒資格啦」，前總統府資政辜寬敏批評羅文嘉「用一句話形容就是『落井下石』」，前總統府資政彭明敏說羅文嘉「發言不太妥當，應看場合、對象和事情，更了解後再講」。然而2008年9月5日，陳水扁向最高法院檢察署特別偵查組承認南線專案全屬捏造，還說當年他只是想用南線專案「甲君」來掩飾「其他對美、日的重要機密外交工作」。
2006年年底至2007年年初，羅文嘉被深綠地下電台列為十一寇之一。
2007年，羅文嘉投入民主進步黨全國不分區立法委員初選，提出「綠海策略」呼籲民進黨應持續改革，最終未列入不分區立法委員名單。2007年9月26日，羅文嘉說，民進黨過去是個草莽、開創、積極的政黨，陳水扁臺北市市長任內就是用這一套精神去改革台北市，當時陳水扁用的人大多沒有經驗，但台北市的確在這四年間內產生了一些正向的改變，所以他不認為民進黨的治國成績始終受到質疑是因為「經驗不足」。 
2007年10月20日，原本代表民進黨在台北市大安區參選區域立委的高嘉瑜突然遭回任黨主席的陳水扁撤換，民進黨改徵召羅文嘉參選。2007年10月24日，羅文嘉召開記者會，宣布：「不管狀況如何，我都願意放棄下屆不分區立委提名資格！」但羅文嘉敗於國民黨提名的李慶安而落選。
2008年1月2日，第三社會黨舉辦由國立臺灣大學社會學系助理教授范雲等21人合著的書《第三社會的想像：超越對抗，共同走向未來》發表會，羅文嘉與同樣被列為十一寇之一的林濁水應邀出席；羅文嘉說，他不方便推薦任何政黨，但無論大家用什麼方式為自己的理想努力，都要彼此祝福。
2008年3月26日，在2008年中華民國總統選舉慘敗的民進黨主席謝長廷宣布辭職，主張把年輕人納入民進黨的改革；時任民進黨台灣民主學院主任的羅文嘉回應，近年民進黨形象急速下滑導致民進黨流失不少年輕選民，若民進黨能改變體質，民進黨自然能爭取到年輕人支持。 
2008年8月17日，羅文嘉在其無名小站部落格直言，陳水扁家庭密帳案的爆發讓他的心情很壞，他不時收到友人的手機簡訊表示感慨和不解，但他強調「幫助民進黨或陳總統，不是掩蓋問題，也不是碰到問題不解決，而是坦誠面對、勇敢克服」。
2009年1月，時任民進黨2009年臺北市第六選舉區立法委員缺額補選參選人周柏雅競選總部副主任委員的羅文嘉宣布支持台灣綠黨參選人溫炳原，引發民進黨其他中常委段宜康、賴清德強烈抨擊；同月16日，羅文嘉表示，中常委看待此議題的態度讓他很失望，「現在的民進黨，都是以短期選舉為考量，不做議題、觀念式的對話，現在還為了極小的權力搞極大的內鬥，更自以為『民眾對國民黨不滿，就一定會支持民進黨』」；他覺得民進黨這種心態是「關起門來自己玩」，他現在最想做的事就是「開放民進黨」。2009年2月7日，羅文嘉說，民進黨應找回犧牲奉獻的黨外運動精神，不能「關起門來自己玩」，必須擴大社會參與、讓人民感動；而民進黨要制衡、對抗國民黨，就必須團結社會力量，就像黨外運動一樣。
2009年2月27日，羅文嘉說，許多在「不正常年代」因為種種理由受害的受害者，在許多年情勢轉變後，不自覺地變成以同樣方式對待別人的加害者；林濁水近來對他的攻擊，正是採用當年民進黨內圍剿十一寇的時候所使用的模式；民進黨必須放棄現存的霸權心態，進步價值必須是民進黨的信仰與實踐而不只是工具，民進黨不應讓權力思考邏輯凌駕、取代一切。
2009年5月，羅文嘉說，臺灣人民雖然對馬英九政府施政不滿，但不見得支持民進黨；新潮流系在民進黨內的勢力牢不可破，又有強烈的內聚力，排他性比其他派系強烈；新潮流系愈是開放或低排他性，其他派系聯合起來反新系的可能性就會降低；民進黨內部競爭及權力資源分配的最基本規則是提名制度，民進黨應該讓提名規則趨於穩定、合理、而且被依循，不要一次選舉就更動一次，以免造成黨內分歧；本土化是民進黨的價值之一，但台灣社會非常多元，本土化無法涵蓋、回應或吸納社會的多元價值與需求，所以陳水扁政府第二個任期做了很多本土化措施卻使民進黨流失很多選票；現今民進黨中央黨部組織結構沒有生產力也沒有再造力，應該大幅瘦身，但此想法與黨內多數意見相左；民進黨的財務主要靠募款，很難解決長期性的財務困窘問題；民進黨的當務之急是擴大社會基礎，與各個友黨、盟友在不同議題上合作，例如與台灣團結聯盟合作主權議題、與台灣綠黨合作環保議題；現今民進黨仍以舊思維看待產業與經濟問題，看不到具體實踐，社會福利及社會安全的救助體系也陷在舊思維架構裡。
2009年6月12日，《二次黨外雙月刊》舉行創刊記者會，羅文嘉任發行人，定位為「運動團體」，標榜「將扮演火種角色推動經濟民主」，但不到一年即不堪虧損而停刊。
2010年12月20日，羅文嘉與王丹宣布成立「兩岸民主與文化交流研究室」，他們表示，成立研究室的目的是希望跳脫官方及政黨層次，建構一個由下而上的公民平台，推動台海兩岸公民社會的對話；羅文嘉說：「國民黨對北京不敢講民主，民進黨談的是主權更多。事實上，台灣的民主是台灣最大的優勢跟資產，我們應該擴大運用這樣的優勢和資產；這對台灣利益是最大的保障，也符合我們對民主以及人權理念的基本信仰。」
2011年，羅文嘉投入民進黨臺北市第二選舉區立委初選，與郭正亮一同落選，敗給姚文智。2011年3月31日，羅文嘉召開記者會表示，初選後期充斥負面選舉和民調操作，讓大家覺得很不公平，負面選舉歪風不應助長，不當手段也不應漠視，但他誠心祝褔姚文智幫民進黨在台北市贏回一席立委。2017年1月，《新新聞》指出，羅文嘉投入本次初選之前做過民調評估，認為實力遠勝其他對手，不料謝系憑組織技術優勢成功逆轉民調大幅落後的劣勢；羅文嘉在最後關頭請出邱議瑩、葉宜津等人強打電視廣告，謝系將此事操作成金權介入，最後羅文嘉意外慘敗給姚文智，讓羅文嘉對政治頗灰心。
2012年2月27日，羅文嘉認為，兩岸關係主流是以資本、財富與利益為主要元素，民進黨只談主權是不夠的，民進黨傳統的信仰與價值根本擋不住；他認為，國民黨不可以用20年前「不清不楚的」九二共識來限制台灣未來20年、甚至50年的發展；而台灣共識只談過程、不談主張，僅具有台灣內部意見形成的意義，不能拿來當作台灣外部相互的共識。他說，台灣與中國不可能不打交道，但民進黨只談主權與政治，國民黨只談經濟，這兩黨都是不足。他認為，在兩岸往來變動中，要讓台灣獲取最高的國家利益，這20年是歷史機會；一旦中國政治穩定後，台灣很難扮演任何角色、籌碼變少；只有在中國變動中，台灣才能扮演一定角色；台灣有太多模式可以輸出，要讓中國往對台灣有利的方向走。
2012年8月，羅文嘉收購水牛出版社並接任社長。
2016年8月8日父親節，羅文嘉在facebook發文〈父親節的領悟〉，說他當年參與野百合學運衝撞黨國體制，以「揭發軍方弊案」為職志；他的丈人是國軍退休老將，一輩子忠黨愛國，卻視他如子；他年輕時「總認為真理高過一切，從沒設身處地想過別人感受」，如今聽到其妻劉昭儀問女兒「如果以後有一個妳很喜歡的男生愛上妳，可是他一天到晚說『台灣是中國的一部分』之類的，妳會怎麼辦」，他回想這一切，「我一定會遭到報應的」。
2019年1月13日，民進黨主席卓榮泰宣布，本月16日由羅文嘉接任民進黨秘書長。
2019年8月2日，大是文化舉辦新書《顛倒的民國：臺灣和中國都不提起的近現代史》發表會，羅文嘉說，現階段台灣推動正名修憲或制憲，恐會加劇台灣社會分裂，從而使台灣陷入內外交困的境地；他相信在2040到2050年間，台灣會自然產生一部全新的憲法。2019年8月13日，陳水扁不滿羅文嘉此言，要求羅文嘉道歉，獲得喜樂島聯盟與即將成立的一邊一國行動黨支持；羅文嘉回應，「大家目標相同，只是節奏掌握不同而已」。
2019年8月12日，民進黨中央黨部人事調動，由羅文嘉引薦的社團部主任吳濬彥、網路部專員薛呈懿接任青年部主任、青年部副主任，兩人並任發言人；由中常委王定宇引薦的青年部主任顏若芳同時離職。同月14日民進黨中常會，羅文嘉未出席，王定宇抨擊中央黨部人事是「小圈圈任命」、並當場宣布辭去中常委。
2020年1月15日，羅文嘉和林飛帆在民進黨中常會宣布因「總統連任、國會過半」任務已達成，請辭秘書長及副秘書長職務，並向黨主席卓榮泰表達不會留任，做到同年5月19日任期屆滿為止。不過，根據民進黨最新拍板的人事名單，林飛帆確定留任副秘書長，而秘書長則由林錫耀接任。
2024年5月24日，陸委會宣布，羅文嘉將出任海峽交流基金會副董事長兼秘書長，後於6月7日上任。

## 選舉紀錄
| 年度 | 選舉屆數               | 選舉區           | 所屬政黨   | 得票數  | 得票率 | 當選標記 | 備註 |
| ---- | ---------------------- | ---------------- | ---------- | ------- | ------ | -------- | ---- |
| 2001 | 第五屆立法委員選舉     | 臺北市第一選舉區 | 民主進步黨 | 56,911  | 9.19%  |          |      |
| 2005 | 第十五屆臺北縣縣長選舉 | 臺北縣           | 民主進步黨 | 798,233 | 44.30% |          |      |
| 2008 | 第七屆立法委員選舉     | 臺北市第六選舉區 | 民主進步黨 | 48,240  | 32.46% |          |      |

## 事件

### 質疑台灣民眾黨區域提名策略
羅文嘉任職民主進步黨秘書長期間，認為台灣民眾黨提名立委參選人不是要當選，是為拉下民主進步黨成就中國國民黨，台灣民眾黨黨主席柯文哲回應指羅的言論只是政治口水。

### 「強租」宜蘭教區土地疑雲
2019年6月29日，天主教台北總教區總主教洪山川指控羅文嘉強租天主教宜蘭教區土地、羅文嘉指控洪山川賤賣土地風波持續延燒，民進黨宗教委員會天主教台北總教區代表洪團樟發訊息給民進黨宗教委員會總召集人余政憲：「奉總主教指示，即日起退出宗教委員會」。
2019年7月16日，天主教台北總教區主教公署顧問陳志修表示，羅文嘉多年前曾與宜蘭縣天主教救主會神父蘇坤勇簽下租賃契約，要租修女院的房子；後來租賃不成，羅文嘉一直宣稱洪山川毀約，但當初跟他簽約的人並非洪山川；之後羅文嘉「信口開河」，針對礁溪天主堂拆除案，屢次發言指控洪山川賤賣土地，令天主教台北總教區決定退出民進黨宗教委員會。

### 「票投小黨是浪費」失言疑雲
2019年11月10日，羅文嘉為民進黨立法委員參選人何欣純助選，呼籲選民將立法委員選舉政黨票集中投給民進黨、讓民進黨取得立法院過半席次，還說將政黨票投給小黨「最後得票率沒有超過5%，都是浪費」，引發爭議。
台灣綠黨桃園市議員兼民進黨總統候選人蔡英文桃園市競選總部副總幹事王浩宇在facebook發文，批評「羅文嘉就是傲慢……自以為小清新、活在雲端、自以為高尚」，並強調「民進黨支持度遠低於蔡英文」、「支持蔡英文不等於支持民進黨」。
同月12日，陳水扁在facebook發文抨擊，羅文嘉不只嚴重失言，「瞧不起代表少數聲音的小黨，更是得意忘形，傲慢囂張到極點」。
同月13日，前太陽花學運成員劉敬文（妖西）在facebook發文批評，長年打著「民主進步」旗幟的民進黨，才第一次完全執政就這樣大喇喇講出這麼反民主的話。
同月16日，台灣團結聯盟主席劉一德表示，沒想到民進黨連政黨票都要全拿，為了對羅文嘉打壓小黨的言論表達遺憾，他決定不出席同月17日蔡英文全國競選總部成立大會。

### 稱民進黨「世俗化政黨」事件
2020年7月23日，羅文嘉接受《聯合報》專訪，稱「當年那個在街頭衝撞、充滿理念的民進黨，如今已成世俗化政黨」、「民進黨已不是我熟悉的政黨」，民進黨有些處理事情的界線超過他的理解，「我認為這遲早會出事」；他更直言，以三立電視董事長林崑海為首的民進黨海派掌握媒體資源，愛對黨內指點江山、壯大自己的勢力，「我當初主張『黨政軍退出媒體』，而過去民進黨高喊黨政軍不可經營媒體，但難道媒體經營黨政軍就可以？」此舉引發綠營看法兩極。
林濁水說，「羅文嘉說得客氣了」，民進黨世俗化是難免的，完全不世俗化就不會有民主政治，「但是只剩下世俗就糟了」。
民進黨立法委員陳亭妃則表示，「一個曾經擔任過秘書長的人，站出來說這些話，這部分其實傷害黨、也傷害自己」。

## 著作
- 《向前走吧！》，寶瓶文化2001年出版，ISBN 957-30184-3-8
- 《前進！羅文嘉》，皇冠文化2005年出版，ISBN 957-3321769
- 《我在左岸，眺望》，皇冠文化2005年出版，ISBN 957-3321777

## 外部連結
- 羅文嘉的Facebook專頁
- 為孩子而戰 羅文嘉的Facebook專頁
- 2005 縣市長、縣市議員、鄉鎮市長三合一選舉 - 台北縣長候選人羅文嘉。

| 中華民國政府職務 | 中華民國政府職務                                         | 中華民國政府職務 |
| ---------------- | -------------------------------------------------------- | ---------------- |
| 行政院           |                                                          |                  |
| 前任： 葉菊蘭    | 客家委員會主任委員 第三任 2004年5月20日－2005年3月14日   | 繼任： 李永得    |
| 政党职务         |                                                          |                  |
| 民主進步黨       |                                                          |                  |
| 前任： 洪耀福    | 民主進步黨秘書長 第二十二任 2019年1月14日－2020年5月20日 | 繼任： 林錫耀    |